# 바다경찰
《바다경찰》은 MBC 에브리원에서 방송된 예능 프로그램이다.
해양경찰의 다양한 업무를 보여주는 프로그램.

## 출연자

### 시즌 1 출연자
부산광역시 서구 (남항해양파출소)
- 김수로
- 조재윤
- 곽시양
- 유라

### 시즌 2 출연자
- 이범수
- 조재윤
- 온주완
- 이태환

## 시청률

### 시즌 1
| 회차 | 방송일자        | AGB 닐슨 시청률 |
| ---- | --------------- | --------------- |
| 1화  | 2018년 8월 13일 | 0.795%          |
| 2화  | 2018년 8월 20일 | 0.6%            |
| 3화  | 2018년 8월 27일 | 0.6%            |
| 4화  | 2018년 9월 3일  | 0.850%          |
| 5화  | 2018년 9월 10일 | 0.5%            |

### 시즌 2
| 회차 | 방송일자         | AGB 닐슨 시청률 |
| ---- | ---------------- | --------------- |
| 1화  | 2020년 11월 25일 | 0.4%            |
| 2화  | 2020년 12월 2일  | 0.4%            |
| 3화  | 2020년 12월 9일  | 0.3%            |
| 4화  | 2020년 12월 16일 | 0.4%            |
| 5화  | 2020년 12월 23일 | 0.3%            |
| 6화  | 2020년 12월 30일 | 0.4%            |

## 동일 소재 프로그램
- 시골경찰
- 도시경찰
- 긴급구조 119 (KBS 시사교양본부 제작)